# Харпер фон Рандерат
Харпер (Хартберн) фон Рандерат/Рандероде (на немски: Harper von Randerath; Hartbern (Harper, Herper) von Randerode; * пр. 1084; † сл. 1109//сл. 1157) е благородник от род Рандерат (Рандероде), господар на Рандерат (днес част от Хайнсберг, Северен Рейн-Вестфалия). Той е първият от рода, споменат за пръв път през 1084 г.

## Произход и наследство
Той е първият син на фон Рандероде (Рандерат). Брат е на Арнолд фон Рандерат (* ок. 1100; † 3 април 1151), архиепископ на Кьолн (1113 – 1151), и на Мегинхере фон Рандероде (* пр. 1089; † сл. 1104).
Господарите фон Рандерат са значим благороднически род в региона с големи собствености. Резиденцията е замък Рандерат на река Вурм. Те са фогти на Прюм и Ехтернах в Тайстербанд-гау. Най-старият прародител граф Иммо фон Спонхайм е абат на Горз (984 – 1008), Прюм (1003 – 1006) и Райхенау (1006 – 1008).
Синът на Харпер има конфликти с господарите на Хайнсберг и замъкът Рандерат е разрушен. През 1225 г. внукът му Герхард II фон Рандерат получава град Рандерат от херцог Валрам IV фон Лимбург († 1226). През 1239 г. замъкът отново е разрушен чрез херцога на Брабант.
С Арнолд фон Рандерат родът измира през 1384 г. Неговият зет Вилхелм фон Хорн наследява собствеността, която съпруга продава през 1392 г. господството на Херцогство Юлих.

## Фамилия
Харпер фон Рандерат има трима сина:
- Герхард I фон Рандерат († сл. 1167), женен за Елизабет фон Лидберг († сл. 1166), дъщеря на граф Херман фон Лидберг и Хедвиг фон Меер. Баща на:
  - Герхард II фон Рандерат-Лидберг († 1247), женен за Беатрикс фон Аре († 1247), дъщеря на граф Улрих фон Аре († 1197). Баща на:
    - Лудвиг I фон Рандерат-Лидберг († 1279), женен за Юта, баща на Лудвиг II фон Рандерат († 1299)
    - Герхард III фон Рандерат († сл. 1251/сл. 1257)
    - Гозвин († сл. 1259), електор на Утрехт
    - Беатрикс фон Рандерат († 2 февруари 1246), омъжена за Герхард IV фон Лимбург-Васенберг († 1254), внук на херцог Хайнрих III фон Лимбург († 1221) и София фон Саарбрюкен († сл. 1215)
- Харпер фон Рандерат († сл. 1157)
- Вилхелм фон Рандерат († сл. 1147), каноник в Бон и в „Св. Мария ад градус“ в Кьолн.